# Henry Cooper (politikus)
Henry Cooper (Columbia, 1827. augusztus 22. – Guadalupe y Calvo, 1884. február 4.) az Amerikai Egyesült Államok szenátora (Tennessee, 1871–1877).